# مركب زرنيخ عضوي
مركبات الزرنيخ العضوية هي المركبات العضوية لعنصر الزرنيخ، والتي تحوي في تركيبها على الرابطة التساهمية As-C؛ وتوجد لهذه المركبات تطبيقات مختلفة، خاصة في صناعة المبيدات. يمكن أن يوجد الزرنيخ في هذه المركبات في حالة أكسدة +3 أو +5؛
يعد مركب الكاكوديل أول مركب عضوي للزرنيخ جرى تحضيره، وذلك منذ سنة 1760، ويصنف أيضاً أنه أول مركب عضوي فلزي، في حال اعتبار تشابه خواص الزرنيخ الرمادي مع خواص الفلزات. ومن مركبات الزرنيخ العضوية الشهيرة أيضاً مركب أرسفينامين (سالفارسان)، والذي يعد أيضاً من أول المستحضرات الدوائية المصطنعة، وحاز باول إرليش بسببه على جائزة نوبل. يوجد هناك أمثلة مختلفة من مركبات الزرنيخ العضوية، والتي كانت تستخدم في السابق في علاج الأدواء.
من الأمثلة على مركبات الزرنيخ العضوية كل من حمض فينيل الأرسونيك وحمض الكاكوديليك وحمض الأرسانيليك وثنائي فينيل كلوريد الزرنيخ وثلاثي ميثيل الزرنيخ وثلاثي فينيل الزرنيخ؛ وكذلك الأدامسيت والروكسارسون والثورين؛ بالإضافة إلى الأرسول والأرسينين.